# قصف أوكستانديو
قصف أوكستانديو هو هجوم جوي نفذته طائرتان من قوات متمردة ضد حكومة الجمهورية الإسبانية الثانية في 22 يوليو 1936 على بلدة أوكستانديو في مقاطعة بسكاية بإقليم الباسك الإسباني في بداية الحرب الأهلية الإسبانية.
في 22 يوليو قصفت طائرتان من طراز Breguet 19 انطلقتا من قاعدة ريكاخو العسكرية في منطقة لا ريوخا، وتحملان العلم الجمهورية ساحة أنديكونا في الساعة 9:30 صباحًا، في احتفال كامل بسانتا مارينا في إقليم الباسك، مما تسبب في 61 قتيلا وإصابات عديدة بين السكان المدنيين. قاد الطائرات أنخيل سالاس لارزابال من أوردونيا، وخوسيه مونيوز خيمينيز. وقد هنأ الجنرال مولا كلاهما ووصف العمل بأنه شجاع. وصل سالاس إلى رتبة نقيب في الجيش الإسباني.
وبحسب باول برستون تسبب القصف في مقتل 84 شخصًا بينهم 45 طفلاً، بالإضافة إلى تشويه 113 آخرين. وبرر جيش المتمردين المجزرة بالقول إن «الطيران وجه ضربة قوية لمجموعات المتمردين [التي يُفهم أنها موالية للجمهورية] التي تركزت في أطراف بلدة أوكستانديو». بالنسبة لبعض المؤلفين يعتبر هذا أول قصف للحرب الأهلية، على الرغم من أن آخرين يشيرون إلى أن قصف تطوان الذي نفذه طيران الجمهورية الإسبانية في 18 يوليو 1936 في بداية الحرب الأهلية الإسبانية هو أول قصف.